# Boxweltmeisterschaften 1978
Die 2. Amateur-Boxweltmeisterschaften der Herren fanden 1978 in Belgrad statt.

## Ergebnisse

### Halbfliegengewicht (- 48 kg)
| Platz | Land | Athlet           |
| ----- | ---- | ---------------- |
| 1     | KEN  | Stephen Muchoki  |
| 2     | CUB  | Jorge Hernández  |
| 3     | VEN  | Armando Guevera  |
| 3     | USA  | Richard Sandoval |

### Fliegengewicht (- 51 kg)
| Platz | Land | Athlet              |
| ----- | ---- | ------------------- |
| 1     | POL  | Henryk Średnicki    |
| 2     | CUB  | Héctor Ramírez      |
| 3     | URS  | Alexander Michailow |
| 3     | JAP  | Ishi Koki           |

### Bantamgewicht (- 54 kg)
| Platz | Land | Athlet            |
| ----- | ---- | ----------------- |
| 1     | CUB  | Adolfo Horta      |
| 2     | YUG  | Fazlija Šaćirović |
| 3     | GDR  | Stefan Förster    |
| 3     | KOR  | Chung Kim Chil    |

### Federgewicht (- 57 kg)
| Platz | Land | Athlet               |
| ----- | ---- | -------------------- |
| 1     | CUB  | Ángel Herrera        |
| 2     | YUG  | Bratislav Ristić     |
| 3     | POL  | Roman Gotfryd        |
| 3     | VEN  | Antonio Esperragozza |

### Leichtgewicht (- 60 kg)
| Platz | Land | Athlet           |
| ----- | ---- | ---------------- |
| 1     | NIG  | Andeh Davidson   |
| 2     | URS  | Wladimir Sorokin |
| 3     | FRG  | René Weller      |
| 3     | GDR  | Lutz Käsebier    |

### Halbweltergewicht (- 63,5 kg)
| Platz | Land | Athlet            |
| ----- | ---- | ----------------- |
| 1     | URS  | Waleri Lwow       |
| 2     | YUG  | Mehmet Bogujevci  |
| 3     | FRA  | Jean-Claude Ruiz  |
| 3     | GDR  | Karl-Heinz Krüger |

### Weltergewicht (- 67 kg)
| Platz | Land | Athlet            |
| ----- | ---- | ----------------- |
| 1     | URS  | Waleri Ratschkow  |
| 2     | YUG  | Miodrag Perunović |
| 3     | USA  | Roosevelt Green   |
| 3     | GER  | Ernst Müller      |

### Halbmittelgewicht (- 71 kg)
| Platz | Land | Athlet             |
| ----- | ---- | ------------------ |
| 1     | URS  | Wiktor Sawtschenko |
| 2     | CUB  | Luis Martínez      |
| 3     | POL  | Jerzy Rybicki      |
| 3     | BUL  | Ilja Iljew         |

### Mittelgewicht (- 75 kg)
| Platz | Land | Athlet          |
| ----- | ---- | --------------- |
| 1     | CUB  | José Gómez      |
| 2     | FIN  | Tarmo Uusivirta |
| 3     | YUG  | Slobodan Kačar  |
| 3     | BUL  | Ilja Angelow    |

### Halbschwergewicht (- 81 kg)
| Platz | Land | Athlet            |
| ----- | ---- | ----------------- |
| 1     | CUB  | Sixto Soria       |
| 2     | YUG  | Tadija Kačar      |
| 3     | URS  | Nikolai Jerofejew |
| 3     | GDR  | Herbert Bauch     |

### Schwergewicht (+ 81 kg)
| Platz | Land | Athlet            |
| ----- | ---- | ----------------- |
| 1     | CUB  | Teófilo Stevenson |
| 2     | YUG  | Dragomir Vujković |
| 3     | VEN  | Carlos Rivera     |
| 3     | GDR  | Jürgen Fanghänel  |

## Medaillenspiegel
| Rang | Land                            | Gold | Silber | Bronze | Gesamt |
| ---- | ------------------------------- | ---- | ------ | ------ | ------ |
| 1    | Kuba                            | 5    | 3      | 0      | 8      |
| 2    | Sowjetunion                     | 3    | 1      | 2      | 6      |
| 3    | Polen                           | 1    | 0      | 2      | 3      |
| 4    | Kenia                           | 1    | 0      | 0      | 1      |
| 4    | Nigeria                         | 1    | 0      | 0      | 1      |
| 6    | Jugoslawien                     | 0    | 6      | 1      | 7      |
| 7    | Finnland                        | 0    | 1      | 0      | 1      |
| 8    | Deutsche Demokratische Republik | 0    | 0      | 5      | 5      |
| 9    | Venezuela                       | 0    | 0      | 3      | 3      |
| 10   | Bundesrepublik Deutschland      | 0    | 0      | 2      | 2      |
| 10   | Bulgarien                       | 0    | 0      | 2      | 2      |
| 10   | Vereinigte Staaten              | 0    | 0      | 2      | 2      |
| 13   | Südkorea                        | 0    | 0      | 1      | 1      |
| 13   | Frankreich                      | 0    | 0      | 1      | 1      |
| 13   | Japan                           | 0    | 0      | 1      | 1      |
|      | Gesamt                          | 11   | 11     | 22     | 44     |